# Isabel Vertriest
Isabel Vertriest (Gent, 15 december 1956) is een voormalig Vlaams volksvertegenwoordiger.

## Levensloop
Vertriest studeerde in 1979 af als landbouwkundig ingenieur aan de Rijksuniversiteit Gent en voltooide in 1993 een postgraduaat menselijke ecologie en milieueffectenrapportering aan de Vrije Universiteit Brussel. Tussen 1985 en 1990 bevond ze zich in Nicaragua in het kader van diverse projecten rond leefmilieu en natuurlijke bronnen. Ze was er van 1985 tot 1986 adviseur voor de bosbouw in Jalapa, van 1987 tot 1988 technisch assistent voor de bosbouw en bodembescherming en van 1989 tot 1990 als adviseur voor de Directie voor de Natuurlijke Hulpbronnen en het Leefmilieu. Van 1992 tot 1999 bos-, milieu- en landbouwexpert bij het studiebureau Groep Planning - Mens & Ruimte.
Ze werd politiek actief bij Agalev. Na de tweede rechtstreekse Vlaamse verkiezingen van 13 juni 1999 volgde ze midden juli 1999 Vlaams minister Vera Dua op als Vlaams volksvertegenwoordiger voor de kieskring Gent-Eeklo. In het Vlaams Parlement was ze lid van de commissie Leefmilieu, Natuurbehoud en Ruimtelijke Ordening. Op 23 mei 2003 kwam er een einde aan haar mandaat, toen Vera Dua haar ontslag indiende als lid van de Vlaamse regering en haar zitje in het Vlaams Parlement weer opnam. 
Na haar parlementaire loopbaan was zij binnen de Oxfam-Wereldwinkels directrice van het departement verantwoordelijk voor de ondersteuning van producenten in Latijns-Amerika, Azië en Afrika. Ook ging zij als consultante langetermijnplannen rond bosbouw, natuur- en regionale ontwikkelingsplannen uitwerken voor het binnenland en Oost-Europeselanden. Van 2013 tot 2020 was Vertriest directeur internationale programma's van de WWF-afdeling in België. Deze programma's bevonden zich onder meer in het Mekongdelta, het Congobassin en het Amazonebekken.